# Fosseremus
Fosseremus – rodzaj roztoczy z kohorty mechowców i rodziny Damaeolidae.
Rodzaj ten został opisany w 1954 roku przez François Grandjean. Gatunkiem typowym wyznaczono Dameosoma laciniatum.
Mechowce te mają na notogaster 4 półokrągłe wgłębienia. Ich sensilusy są pogrubione u wierzchołków, a bruzda dorsosejugalna zakrzywiona. Tarczki genitalne i analne są szeroko rozdzielone, a na wentralnej znajduje się powyżej 4 szczecin. Szczeciny notogastralne występują w liczbie 11 par, genitalne 6 par, aggenitalne 3 pary, analne 2 par, a adanalne 3 par. Odnóża są jednopalczaste.
Rodzaj kosmopolityczny.
Należą tu 3 opisane gatunki:
- Fosseremus americanus (Jacot, 1938)
- Fosseremus laciniatus (Berlese, 1905)
- Fosseremus sculpturatus Mahunka, 1982